# Niebieska Studnia
Niebieska Studnia (Jaskinia Niebieska Studnia) – jaskinia w Dolinie Miętusiej w Tatrach Zachodnich. Wejście do niej znajduje się w Czerwonym Grzbiecie na wysokości 1855 metrów n.p.m. w pobliżu szlaku turystycznego z wylotu Doliny Małej Łąki przez Przysłop Miętusi i Kobylarz na Małołączniak. Długość jaskini wynosi 75 metrów, a jej deniwelacja 42 metry.

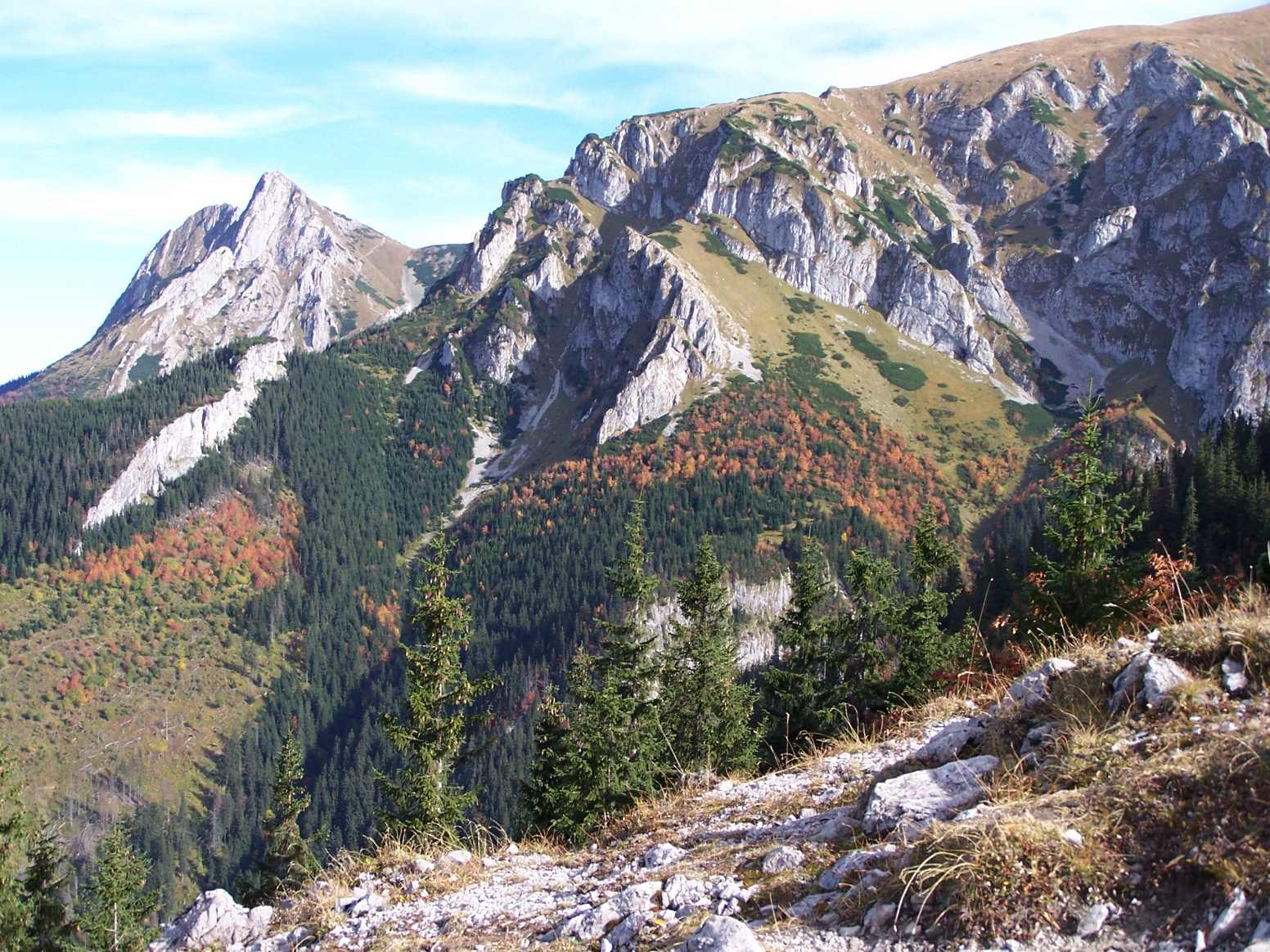
Czerwony Grzbiet

## Opis jaskini
Jest to typowa jaskinia o ukształtowaniu pionowym. Tworzy ją system studni. Otwór jaskini, znajdujący się w leju krasowym, przechodzi w pierwszą, 4-metrową, studnię. Z jej dna wąski przełaz prowadzi do 26-metrowej, ślepej studni. 
W ścianie studni znajduje się okno, z którego: 
- po kilku metrach można dojść do równoległej studni. Kończy się ona szczeliną nie do przejścia.
- można wspiąć się do komina, gdzie pod stropem znajduje się niewielki balkonik[4][3].

## Przyroda
W jaskini nacieki nie występują. Brak jest w niej roślinności. 
Jaskinię zamieszkują nietoperze.

## Historia odkryć
Jaskinia została odkryta 9 października 1966 roku przez A. Kobyłeckiego i Z. Skwierczyńskiego z Krakowa.
W 1978 roku członkowie Speleoklubu Warszawskiego osiągnęli dno jaskini, wspięli się także kominem.